# Dimenziókapu
Sci-fi és fantasy művekben előforduló, de a valóságban jelenlegi ismereteink szerint nem létező utazási mód. 
A dimenziókapu, avagy térkapu segítségével nagy távolságok hidalhatók át egyetlen pillanat alatt. A dimenziókapuk több fajtája ismeretes. Egyesek az azonos univerzum két pontját kötik össze. Ezt a típust a sci-fiben általában ugrókapunak vagy csillagkapunak nevezik. Más kapuk más világokba, alternatív idősíkokba nyitnak átjárást. Megjelenésében általában energiafal, vagy örvény képében jelennek meg.
Dimenziókapuval találkozhatunk a Sliders vagy a 2001: Űrodüsszeia (2001: A Space Odyssey) című filmben.